# Niechlów
Pour la gmina, voir Niechlów (gmina).
Niechlów est une localité polonaise et siège de la gmina de Niechlów, située dans le powiat de Góra en voïvodie de Basse-Silésie.

## Histoire
De 1742 à 1945, Nechlau fait partie de l'arrondissement de Guhrau dans le district de Breslau au sein de la province de Silésie.